# Маріка Грін
Маріка Ніколетт Грін (фр. Marika Nicolette Green; нар. 21 червня 1943, Стокгольм) — шведська і французька акторка театру, кіно та телебачення.

## Життєпис
Народилась у Седермальмі, Стокгольм, у родині шведського фотографа та журналіста Леннарта Гріна (1911—2007) та француженки Жанни Грін-Ле Флем (1912—2007). Її дідом з боку матері був композитор Поль Ле Флем (1881—1984), бабусею з боку батька — фотохудожниця Мія Грін (1870—1949). Її брат Вальтер, стоматолог за професією, одружився з акторкою Марлен Жобер, батько акторки Єви Грін.
Маріка Грін переїхала зі Швеції до Франції 1953 року. У 16-річному віці вона зіграла головну роль у фільмі Робера Брессона «Кишеньковий злодій». 1974 року виконала роль Бі в еротичній драмі «Еммануель» Жуста Жакена. Знялася у понад 40 фільмах та телесеріалах.
У шлюбі з австрійським кінооператором та режисерором Крістіаном Бергером, відомим своєю співпрацею з Мікаелем Ганеке.

## Вибрана фільмографія
| Рік  |    | Українська назва             | Оригінальна назва                   | Роль                |
| ---- | -- | ---------------------------- | ----------------------------------- | ------------------- |
| 1956 | тф | Таємниця жовтої кімнати      | Le Mystere de la chanbre jaune      | Матильда Стенгерсон |
| 1959 | ф  | Кишеньковий злодій           | Pickpocket                          | Жанна               |
| 1967 | ф  | П'ятеро хлопців у Сінгапурі  | Cinq gars pour Singapour            | Моніка Лацко        |
| 1967 | тф | Голем                        | Le Golem                            | Міріам              |
| 1968 | тф | Великі сподівання            | Les Grandes esperances              | Естелла             |
| 1968 | тф | Кенігсмарк                   | Koenigsmark                         | принцеса Аврора     |
| 1969 | с  | Розслідування комісара Мегре | Les Enquetes du commissaire Maigret | Елсі                |
| 1970 | ф  | Пасажир дощу                 | Les Passager de la plue             | хостес              |
| 1974 | ф  | Еммануель                    | Emmanuelle                          | Бі                  |
| 1974 | с  | Арсен Люпен                  | Arsene Lupin                        | Режін               |
| 2015 | ф  | Біля моря                    | By the sea                          | продавчиня в бутіку |